# 大愛電視 (印尼)
大愛電視，通称印尼大爱电视台，是由慈濟傳播人文志業基金會印尼分會所經營的電視網，2006年开始试播，2007年正式在印尼以印尼语、华语及閩南語播出电视节目；為慈濟基金會所屬之非營利事業，不接受託播商業廣告。

## 历史
2004年，慈濟基金會創始人證嚴法師提出在印尼创办電視台，为此，台湾大爱电视台推出了以印尼语播出的「東南亞新聞」（Berita Asen）节目，以帮助慈济印尼分会建立该台。2007年，大爱电视台在印尼雅加达、棉兰等地开播，大爱电视台也是除了美都电视台之外，印尼少数播放华语节目的在地电视台。

## 外部連結
- 印尼大愛電視網（页面存档备份，存于）